# アレクサンダー・コセンコー
アレクサンダー・コセンコー（Alexander Kosenkow、ロシア語: Александр Косенков、1977年3月14日 ‐ ）は、キルギス・ソビエト社会主義共和国出身のドイツの陸上競技選手。専門は短距離走。100mで10秒14、200mで20秒43の自己ベストを持つ。35歳を越えても国際大会で活躍し、37歳で出場した2014年ヨーロッパ選手権の男子4×100mリレーにおいて、この種目における最年長メダリスト記録とファイナリスト記録を塗り替えた。100m、200m、室内60mの35歳以上ドイツ最高記録保持者でもある。

## 経歴
キルギス・ソビエト社会主義共和国のチュイ州トクマクに生まれる。ドイツ人の母を持ち、1991年にドイツへ移住した。キルギス時代はサッカーを経験。
2001年、ドイツ選手権の男子200mを20秒64で初めて制すると、初出場となった8月の世界選手権男子200mでは2001年ドイツランク1位の記録となる20秒63（+0.1）をマークした。
2003年、ドイツ選手権の男子100mを10秒25で初めて制すると、8月には男子100mで自己ベストおよび2003年ドイツランク1位の記録となる10秒14（+0.4）をマークした。
2010年、33歳ながらドイツ選手権の男子100mを10秒29（+1.2）で制し、3年ぶり3度目の優勝を成し遂げた。
2014年8月、37歳で出場したヨーロッパ選手権の男子4×100mリレーでは3走を務めると、決勝でドイツ記録（38秒02）に迫る38秒09をマーク。イギリス（37秒93）には敗れたものの銀メダル獲得に貢献した。また、37歳156日でメダリストとファイナリストになったコセンコーは、イタリアのMaurizio Checcucciが持つ男子4×100mリレーの最年長メダリスト記録とファイナリスト記録（36歳157日）を塗り替えた。
2015年5月、世界リレーの男子4×100mリレーと4×200mリレーに出場すると、4×100mリレーは3走を務めて決勝に進出し、39秒40で8位に終わったものの2016年リオデジャネイロオリンピックの出場権獲得に貢献した。4×200mリレーではアンカーを務め、予選を1分21秒46のドイツ記録で突破。決勝では1分22秒65とタイムを落としたものの、ジャマイカ（1分20秒97）、フランス（1分21秒49）に次ぐ3位に入り、銅メダル獲得に貢献した。
2015年8月、38歳で出場した北京世界選手権の男子4×100mリレーでは3走を務めると、決勝で38秒15の好タイムをマーク。3位のカナダには0秒02差で敗れ惜しくもメダルは逃したが、4位入賞に貢献した。

## 自己ベスト
記録欄の（　）内の数字は風速（m/s）で、+は追い風を意味する。
| 種目 | 記録          | 年月日        | 場所               | 備考                   |
| 屋外 | 屋外          | 屋外          | 屋外               | 屋外                   |
| ---- | ------------- | ------------- | ------------------ | ---------------------- |
| 100m | 10秒14 (+0.4) | 2003年8月3日  | レバークーゼン     |                        |
| 200m | 20秒43 (+1.0) | 2009年7月5日  | ウルム             | 30歳以上ドイツ最高記録 |
| 屋外 |               |               |                    |                        |
| 60m  | 6秒62         | 2000年2月13日 | ジンデルフィンゲン |                        |
| 200m | 20秒65        | 2011年2月27日 | ライプツィヒ       |                        |

### その他ドイツ最高記録
| 種目 | 記録          | 年月日        | 場所             | 備考                   |
| 屋外 | 屋外          | 屋外          | 屋外             | 屋外                   |
| ---- | ------------- | ------------- | ---------------- | ---------------------- |
| 100m | 10秒22 (+1.8) | 2016年7月29日 | マンハイム       | 35歳以上ドイツ最高記録 |
| 100m | 10秒49 (+2.0) | 2017年6月11日 | レーゲンスブルク | 40歳以上ドイツ最高記録 |
| 200m | 20秒65 (+1.2) | 2014年7月27日 | ウルム           | 35歳以上ドイツ最高記録 |
| 屋外 |               |               |                  |                        |
| 60m  | 6秒72         | 2014年1月18日 | ドルトムント     | 35歳以上ドイツ最高記録 |
| 200m | 20秒91        | 2014年2月23日 | ライプツィヒ     | 35歳以上ドイツ最高記録 |

## 主要大会成績
備考欄の記録は当時のもの
| 年   | 大会                          | 場所           | 種目    | 結果    | 記録            | 備考                             |
| ---- | ----------------------------- | -------------- | ------- | ------- | --------------- | -------------------------------- |
| 1995 | ヨーロッパジュニア選手権 (en) | ニーレジハーザ | 100m    | 5位     | 10秒60 (-0.9)   |                                  |
| 1995 | ヨーロッパジュニア選手権 (en) | ニーレジハーザ | 4x100mR | 3位     | 40秒29 (1走)    |                                  |
| 1997 | ヨーロッパU23選手権 (en)      | トゥルク       | 4x100mR | 3位     | 39秒45 (1走)    |                                  |
| 1999 | ヨーロッパU23選手権 (en)      | ヨーテボリ     | 100m    | 準決勝  | 10秒60 (-0.3)   |                                  |
| 1999 | ヨーロッパU23選手権 (en)      | ヨーテボリ     | 4x100mR | 3位     | 39秒69 (1走)    |                                  |
| 2000 | ヨーロッパ室内選手権 (en)     | ヘント         | 60m     | 準決勝  | 6秒73           |                                  |
| 2001 | 世界選手権                    | エドモントン   | 200m    | 2次予選 | 20秒66 (-1.4)   | 1次予選20秒63 (+0.1)：自己ベスト |
| 2001 | 世界選手権                    | エドモントン   | 4x100mR | 予選    | DQ (3走)        |                                  |
| 2002 | ヨーロッパ選手権 (en)         | ミュンヘン     | 100m    | 2次予選 | 10秒53 (+0.1)   |                                  |
| 2002 | ヨーロッパ選手権 (en)         | ミュンヘン     | 4x100mR | 3位     | 38秒88 (3走)    |                                  |
| 2002 | ワールドカップ (en)           | マドリード     | 4x100mR | 決勝    | DQ (3走)        |                                  |
| 2003 | 世界選手権                    | パリ           | 100m    | 1次予選 | 10秒36 (0.0)    |                                  |
| 2003 | 世界選手権                    | パリ           | 4x100mR | 準決勝  | DNF (3走)       |                                  |
| 2004 | オリンピック                  | アテネ         | 100m    | 2次予選 | 10秒24 (-0.1)   |                                  |
| 2004 | オリンピック                  | アテネ         | 4x100mR | 予選    | 38秒64 (3走)    |                                  |
| 2005 | ヨーロッパ室内選手権 (en)     | マドリード     | 200m    | 準決勝  | 20秒96          | 自己ベスト                       |
| 2005 | 世界選手権                    | ヘルシンキ     | 4x100mR | 7位     | 38秒48 (1走)    |                                  |
| 2006 | ヨーロッパ選手権              | ヨーテボリ     | 4x100mR | 5位     | 39秒38 (1走)    |                                  |
| 2007 | 世界選手権                    | 大阪           | 4x100mR | 6位     | 38秒62 (3走)    |                                  |
| 2008 | オリンピック                  | 北京           | 4x100mR | 5位     | 38秒58 (3走)    |                                  |
| 2009 | 世界選手権                    | ベルリン       | 200m    | 1次予選 | 20秒99 (-0.6)   |                                  |
| 2009 | 世界選手権                    | ベルリン       | 4x100mR | 予選    | DNF (3走)       |                                  |
| 2010 | ヨーロッパ選手権              | バルセロナ     | 100m    | 準決勝  | 10秒38 (-0.1)   |                                  |
| 2010 | ヨーロッパ選手権              | バルセロナ     | 4x100mR | 3位     | 38秒44 (3走)    |                                  |
| 2012 | ヨーロッパ選手権              | ヘルシンキ     | 4x100mR | 2位     | 38秒44 (3走)    |                                  |
| 2012 | オリンピック                  | ロンドン       | 4x100mR | 予選    | 38秒37 (3走)    |                                  |
| 2014 | 世界リレー (en)               | ナッソー       | 4x200mR | 予選    | DNF (3走)       |                                  |
| 2014 | ヨーロッパ選手権              | チューリッヒ   | 4x100mR | 2位     | 38秒09 (3走)    |                                  |
| 2015 | 世界リレー (en)               | ナッソー       | 4x100mR | 8位     | 39秒40 (3走)    |                                  |
| 2015 | 世界リレー (en)               | ナッソー       | 4x200mR | 3位     | 1分22秒65 (4走) | 予選1分21秒46：ドイツ記録        |
| 2015 | 世界選手権                    | 北京           | 4x100mR | 4位     | 38秒15 (3走)    |                                  |

### ドイツ選手権
優勝したドイツ選手権 (en) を記載
| 年   | 大会         | 場所                 | 種目 | 記録          | 備考       |
| ---- | ------------ | -------------------- | ---- | ------------- | ---------- |
| 2001 | ドイツ選手権 | シュトゥットガルト   | 200m | 20秒64        | 自己ベスト |
| 2003 | ドイツ選手権 | ウルム               | 100m | 10秒25 (+0.5) |            |
| 2007 | ドイツ選手権 | エアフルト           | 100m | 10秒35 (+0.3) |            |
| 2010 | ドイツ選手権 | ブラウンシュヴァイク | 100m | 10秒29 (+1.2) |            |